# Mario Rodríguez Ruiz
Mario Rodríguez Ruiz (Barcellona, 3 marzo 1997) è un calciatore spagnolo, centrocampista dell'Atlético Sanluqueño.

## Carriera

### Club
Nel 2011 si è unito alle giovanili del Real Madrid, dopo aver militato in quelle del Cornellà. Nel 2016, viene aggregato alla rosa della seconda squadra, partecipante al campionato di Segunda División B, e il 20 agosto dello stesso anno ha fatto il suo esordio nella vittoria in casa per 3-2 contro la Real Sociedad B.
Il 3 agosto 2017 viene ceduto in prestito al Sabadell, in terza divisione, per un'intera stagione. Il 10 luglio 2018, ha rescisso il contratto che lo legava ai Blancos ed ha firmato con il Girona, che lo ha mandato a giocare alla società satellite del Peralada, sempre in terza divisione.
Il 30 luglio 2019 viene acquistato dal Recreativo Granada, seconda squadra del Granada, anch'essa militante in terza divisione. Il 17 dicembre successivo ha fatto il suo debutto in prima squadra, giocando da titolare la gara vinta in casa per 3-2 contro L'Hospitalet in Coppa del Re.
Il 1º luglio 2020, invece, ha esordito nella Liga, subentrando a Gil Dias nella sconfitta per 2-0 contro l'Alavés.
Il 15 settembre 2020, firma un contratto con i polacchi del Warta Poznań. Il 1º febbraio 2022 rescinde il contratto che lo legava alla società polacca. Rimasto svincolato, un mese dopo si accorda con il Levante, che lo aggrega alla rosa della squadra riserve.

### Nazionale
Ha giocato nella nazionale spagnola Under-16.

## Statistiche

### Presenze e reti nei club
Statistiche aggiornate al 22 gennaio 2023.
| Stagione            | Squadra             | Campionato          | Campionato | Campionato | Coppe nazionali | Coppe nazionali | Coppe nazionali | Coppe continentali | Coppe continentali | Coppe continentali | Altre coppe | Altre coppe | Altre coppe | Totale | Totale |
| Stagione            | Squadra             | Comp                | Pres       | Reti       | Comp            | Pres            | Reti            | Comp               | Pres               | Reti               | Comp        | Pres        | Reti        | Pres   | Reti   |
| ------------------- | ------------------- | ------------------- | ---------- | ---------- | --------------- | --------------- | --------------- | ------------------ | ------------------ | ------------------ | ----------- | ----------- | ----------- | ------ | ------ |
| 2016-2017           | Real Madrid B       | SDB                 | 15         | 0          |                 | -               | -               |                    | -                  | -                  |             | -           | -           | 15     | 0      |
| 2017-2018           | Sabadell            | SDB                 | 20         | 0          |                 | -               | -               |                    | -                  | -                  |             | -           | -           | 20     | 0      |
| 2018-2019           | Peralada            | SDB                 | 29         | 2          |                 | -               | -               |                    | -                  | -                  |             | -           | -           | 29     | 2      |
| 2019-2020           | Recreativo Granada  | SDB                 | 27         | 4          |                 | -               | -               |                    | -                  | -                  |             | -           | -           | 27     | 4      |
| 2019-2020           | Granada             | PD                  | 1          | 0          | CR              | 1               | 0               |                    | -                  | -                  |             | -           | -           | 2      | 0      |
| 2020-2021           | Warta Poznań        | EK                  | 13         | 1          | CP              | 1               | 0               |                    | -                  | -                  |             | -           | -           | 14     | 1      |
| 2021-feb. 2022      | Warta Poznań        | EK                  | 16         | 0          | CP              | 0               | 0               |                    | -                  | -                  |             | -           | -           | 16     | 0      |
| Totale Warta Poznań | Totale Warta Poznań | Totale Warta Poznań | 29         | 1          |                 | 1               | 0               |                    | -                  | -                  |             | -           | -           | 30     | 1      |
| mar.-giu. 2022      | Atlético Levante    | SDR                 | 8          | 2          |                 | -               | -               |                    | -                  | -                  |             | -           | -           | 8      | 2      |
| 2022-2023           | Compostela          | SF                  | 14         | 4          |                 | -               | -               |                    | -                  | -                  |             | -           | -           | 14     | 4      |
| Totale carriera     | Totale carriera     | Totale carriera     | 143        | 13         |                 | 2               | 0               |                    | -                  | -                  |             | -           | -           | 145    | 13     |